# 니콜로 캄프리아니
니콜로 캄프리아니(이탈리아어: Niccolò Campriani, 1987년 11월 6일~)는 이탈리아의 사격 선수, 지도자로 주 종목은 소총이다. 2012년 하계 올림픽에서 남자 50m 소총 3자세 금메달, 10m 공기소총 은메달을 획득했고 2016년 하계 올림픽에서 10m 공기소총과 50m 소총 3자세 금메달을 획득하면서 대회 2관왕에 올랐다.